# 숭실호스피탈리티 직업전문학교
서울특별시 동작구 사당로 57 에 위치한 숭실호스피탈리티직업전문학교는 국내최초 학교법인에서 운영하는 교육부 인증 학점은행제 교육기관으로 현재까지 국내 유일하게 학교법인에서 운영하고 있다.
2년에서 2년 6개월의 정규과정을 통해 학사학위 취득이 가능하다. 
국내 최초, 유일하게 학교 법인에서 운영하고 있으며, 숭실대학교 캠퍼스 활동( 중앙도서관 이용, 숭실대 기숙사, 학생식당, 동아리, 해외봉사활동 등)이 가능하다.
입학 당시 수능 및 내신성적을 반영하지 않고, '100% 면접’ 전형으로 신입생을 선발하며 과정 이수 후 졸업인증제를 통하여
자격증부문, 외국어부문을 이수해야 졸업이 가능하다.
입학이 곧 취업이라는 말처럼 졸업인증제를 통해 졸업 시 100퍼센트 취업을 원하는 분야와 직무로 간다.
전공별 교내 행사나 프로그램들이 활발하게 이루어지고 있으며 자격증 취득률 또한 우수하다.
‘Only One'이라는 가치 아래, 호스피탈리티 산업분야의 유일하고 최적화된 인재양성을 목표로 한다.

## 연혁
1998년 학점인정 등에 관한 법률 제3조 1항에 의거 학점은행제 시범운영기관으로 지정된 이래, 2007년 관광경영계열이 신설되었다.
2014년 12월 학교법인 숭실대학교 숭실호스피탈리티직업전문학교로 승인되었으며 현재 관광경영학 전공, 호텔경영학 전공, 관광식음료 전공으로
구성되어 있다.

## 교육이념 및 교육목적
숭실호스피탈리티직업전문학교는 기독교정신에 바탕을 둔 진리와 봉사라는 교육이념 아래, 기독교정신과 민주교육의 근본이념에 입각하여
심오한 학술적 이론과 그 응용방법을 가르쳐 인류의 번영과 국가ㆍ사회 및 교회에 봉사할 지도자 인재양성을 교육목적으로 한다. 

## 전공소개
-관광경영학 전공
관광경영학 전공은 호스피탈리티 ‘관광산업의 제너럴리스트(Generalist,팔방미인)’를 슬로건으로 호스피탈리티 산업의 다양한 방면으로의 취업 교육을 진행하고 있다.
5학기 동안의 교육과정을 통해 학사학위 취득뿐 아니라 항공발권 토파스(TOPAS), 여행상품상담사 등 관광산업 자격증과 호스피탈리티 산업의 공통자격증인 F&B분야(바리스타,
라떼아트, 핸드드립, 사케)자격증 취득이 가능하다. 또한, 외국어 교육으로는 매 학기 일본어, 영어의 정규 과목뿐 아니라 중국어 방학 특강이 진행된다. 

매 년 관광여행상품을 개발하는 투어오퍼레이터 행사를 통하여 학생들이 구성한 관광여행상품을 브리핑하고 영상을 제작하여 현장 실무자 심사를 통해
현장에 필요한 다양한 경험을 할 수 있는 행사가 진행된다. 재학생 또는 졸업생들은 미국(하와이), 중국, 일본, 세부, 보라카이 지역으로의 해외 연수,
해외 로컬가이드 및 해외 인턴십 프로그램에 참여가능하다. 

관광경영학 전공 졸업생들은 현재 국내·외 여행가이드, 승무원, 웨딩플래너, 호텔리어, 호스피탈리티 산업 대학교수로 활동하고 있다.

-호텔경영학 전공
호텔경영학 전공은 ‘작은 차이가 명품을 만든다’라는 슬로건 아래 바른 인성과 애티튜드를 바탕으로 지식을 겸비한 품격 있는 호텔리어 양성을 목표로 하고 있다.
호텔고객 접점에서의 서비스 수행력 뿐 아니라 인적자원관리, 회계, 매니지먼트 능력을 갖춘 명품 호텔리어 양성을 위한 전공교과목들로 구성되어 있다.
또한 영어, 일본어 정규 교과목이 편성되어 있으며 특강을 통해 학생들의 TOEIC, JLPT 준비를 지원하고 있다.

전공자들은 호텔 F&B 분야 커피(바리스타, 라떼아트, 핸드드립), 와인, 사케 자격증 취득이 가능하다. 이외에도 미국 호텔업협회(AHLA)에서 시행하는 국제자격증 AHLA Front
Desk와 미국레스토랑협회(NRA)에서 시행하는 Servsafe(식품안전위생교육) 자격증을 필두로 학점이수가 가능한 국가공인 CS리더스(관리사) 자격증을 취득하게 된다.
모든 자격증은 교내에서 접수와 응시가 이루어진다.
매년 오성급 호텔에서 1박 2일로 호텔투어 행사가 진행된다. 이 행사의 메인프로그램이라고 할 수 있는 외국어 스피치 대회를 통해
재학생들은 유창한 외국어 실력과 끼를 발산하게 된다.
호텔 인사팀 초청을 통해 취업 특강 및 교내 면접을 진행하여 학생들에게 취업의 기회를 제공하고 있으며 특히 세부 영어연수 및 실습 프로그램은
영어 능력 향상과 실무 경험 증진을 위한 취업 맞춤형 프로그램이라고 할 수 있다. 

호텔경영학 전공 졸업생들은 JW메리어트 호텔 서울, JW메리어트 동대문 스퀘어, 쉐라톤 서울 팔래스 호텔, 그랜드하얏트호텔, 포시즌스호텔, 반얀트리호텔, 네스트호텔 등
오성급 호텔에서 호텔리어로서 역량을 펼치고 있으며 세부, 보라카이에서도 그 영역을 넓히고 있다.

-관광식음료 전공
관광식음료 전공은 ‘불가능을 기적으로 만든다!’라는 슬로건 아래 세계 최고의 F&B 전문가 양성을 목표로 하고 있다. 
지성과 감각적 매너까지 갖춘 F&B 전문가로서 국제·국내 자격증 취득까지 가능하도록 구성되어 있다. 
세계 최고의 F&B 전문가를 양성을 위하여 국내유일 독점계약으로 체결된
국제 자격증 취득까지 가능한 커리큘럼으로 구성되어 있다.
커피, 사케, 와인, 조주기능사 등 식음료부문부터 테이블 코디네이터에 이르기까지 다양한 F&B분야의 ONLY-ONE이 되기 위한 교육을 실시하고 있다.
학교 내 인증된 실습장에서 모든 교육과 실습, 자격증 취득까지 ONE-STOP으로 진행된다. 

관광식음료 전공 재학생들은 1인 10개 자격증 취득이 가능하다. 
국제공인 KIKISAKE-SHI(사케소믈리에), 일본 SSI F&B 네비게이터, 일본 SSI 호스피탈리티 네비게이터 뿐 아니라 SCA(미국/유럽 스페셜티 커피 협회), 국가공인 조주기능사(칵테일), 
주니어 와인소믈리에 등 F&B 프로페셔널 실무 자격증 취득이 가능하다.
또한 중국 F&B 시장에서 전문가로 활동할 수 있도록 중국어 교육을 지원하는 한편 방학특강을 통해 HSK 6급까지 취득이 가능하도록 교과목이 구성되어 있다. 

재학생들에게는 사케 제조과정 및 커피가공의 올 프로세스를 체험할 수 있도록 중국, 일본, 미국(하와이) 등 해외 F&B 투어 프로그램 참여기회를 제공하고 있다.
관광식음료 전공 졸업생들은 현재 커피 프랜차이즈 바리스타, 메뉴개발 연구원, 사케 브랜드 매니저, 호텔식음료 사케·와인 소믈리에 및 바텐더로 활동하고 있다.  
- 대부분 호텔에서 입사 조건으로 2년제 전문대학 졸업자를 채용하지만 식음료부서의 경우는 전문대가 아닌 전문학교를 졸업 후 입사하는 경우도 많다.